# Reynaldo Manzke
Reynaldo Manzke (1906 — 1980) foi um pintor brasileiro.
Mestre na pintura de paisagens e marinhas foi um dos iniciadores do uso da técnica do espatulado.
Era também um dos grandes observadores da natureza e teve como missão retratar os costumes, tradições, diversidades de povos e vida simples do povo brasileiro. Eternizou uma época deixando para as futuras gerações um retrato dos caboclos e caiçaras do Brasil antigo. 
Teve seus primeiros estudos no convento Santo Antônio, em Blumenau, tendo como professor de desenho e pintura o mestre frei Genésio Hansen O.F.M. Mais tarde aperfeiçoou-se em São Paulo e Rio de Janeiro, dedicando-se Ao óleo sobre tela e especialmente ao gênero da aquarela.
Casou-se com Helena Schamert com quem teve dois filhos, Ruth E. Manzke e René A. Manzke.
Seu segundo casamento foi com Henriqueta Nunkotter, com quem teve seu terceiro filho, Richard Manzke.
Viajou pelo Brasil para adquirir repertório para seus quadros. Não utilizava esboços, pois retinha em sua mente as imagens que depois iria transformar em pinturas. Muitos quadros também foram pintados ao ar livre no local escolhido.
A maioria de suas telas foram direcionadas para temas vindos principalmente da região sul, São Paulo e  Minas Gerais.
Sua primeira exposição individual foi em São Paulo, em 1939, repetindo em 1945, 1946 e 1948. Possui vários prêmios no Salão Nacional de Belas Artes do Rio de Janeiro e do governo de São Paulo.
Participou da primeira edição da Bienal de São Paulo em 1951.
Foi orientador de pintores como: Durval Pereira e Rios Pinto.
Seus quadros podem ser encontrados em galerias de colecionadores particulares no Brasil e do exterior, como Alemanha, Estados Unidos, Canadá, França, Inglaterra, Israel, Itália,  Líbano e nas pinacotecas de Jundiaí e São Carlos.
Foi membro de júri em várias exposições oficiais em São Paulo, São Bernardo do Campo, Santos, Marília e Taubaté.
Foi fundador da Associação Paulista de Belas Artes. Mantinha escola de aperfeiçoamento artístico no próprio ateliê, na Praça da Sé, em São Paulo.
Mantinha também ateliê em Blumenau, na rua Henrique Avé Lallemant, atualmente rua Reynaldo Manzke.

## Exposições individuais
- 1945/1946/1948 - Exposição na Galeria Itá, em São Paulo/SP.
- 1945/1946/1948 - Exposição na Galeria Benedetti, em São Paulo/SP